# Brachychiton discolor
Brachychiton discolor är en malvaväxtart som beskrevs av Ferdinand von Mueller. Brachychiton discolor ingår i släktet Brachychiton och familjen malvaväxter. Inga underarter finns listade i Catalogue of Life.

## Bildgalleri

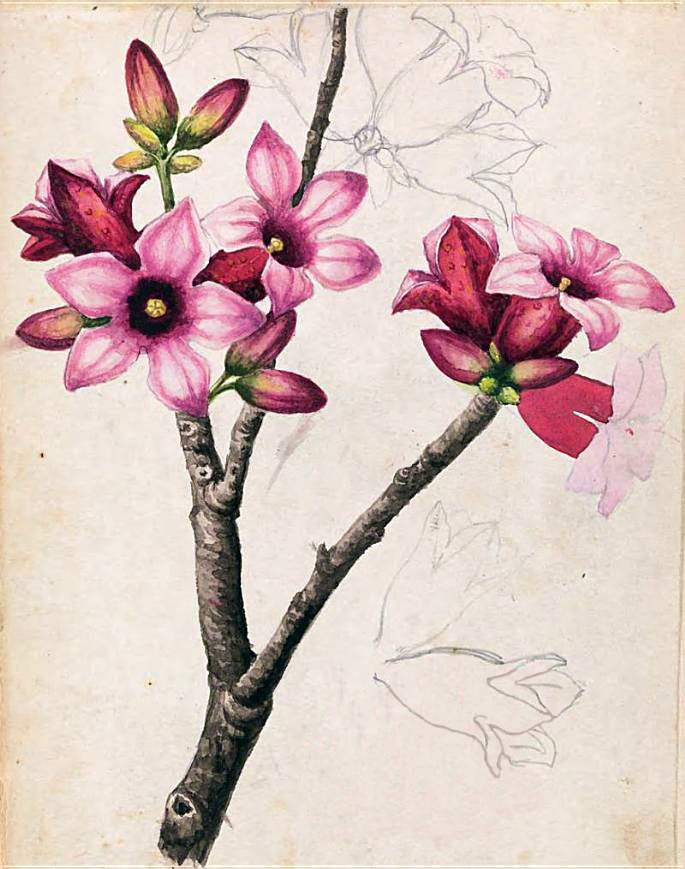
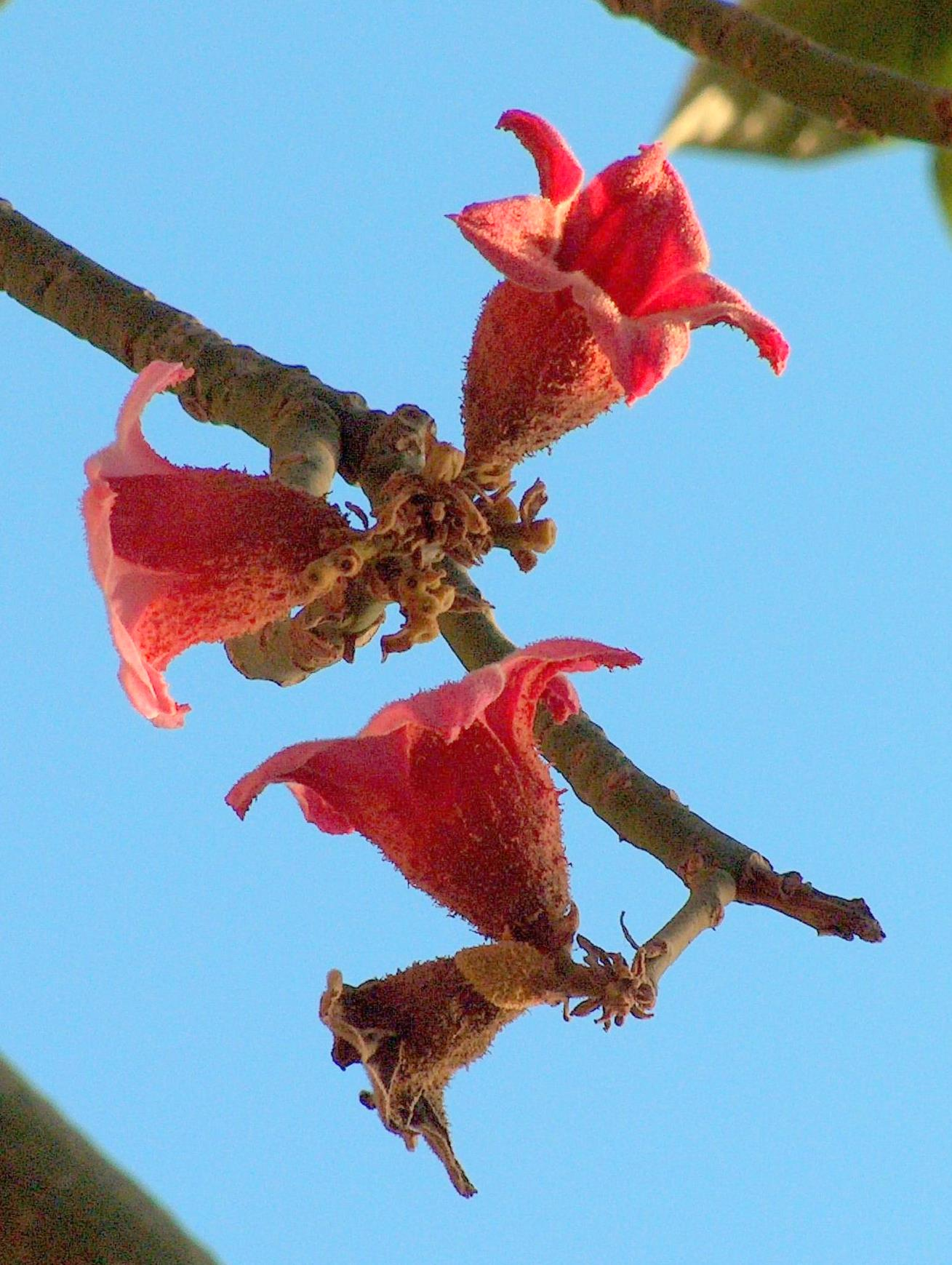
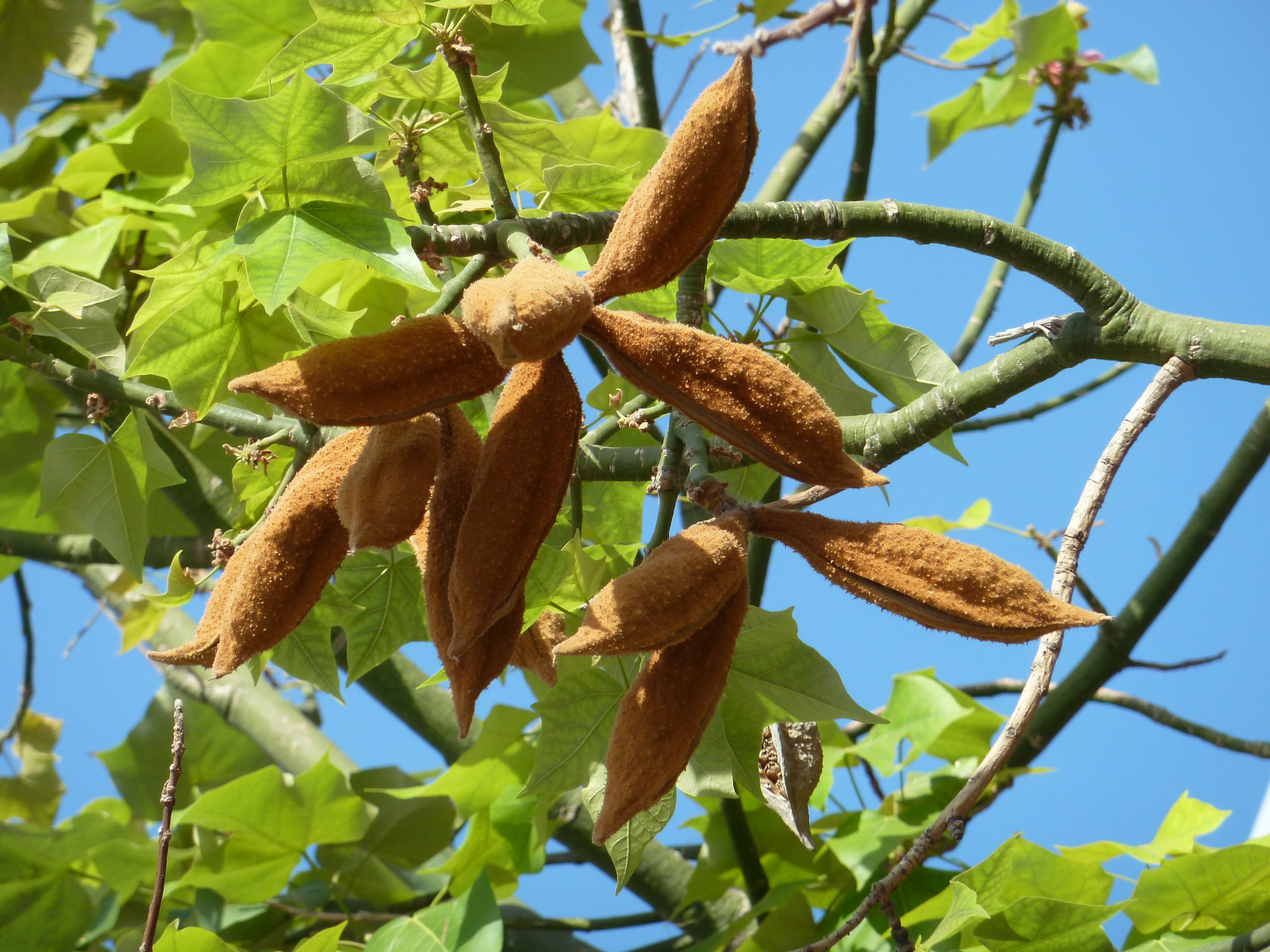
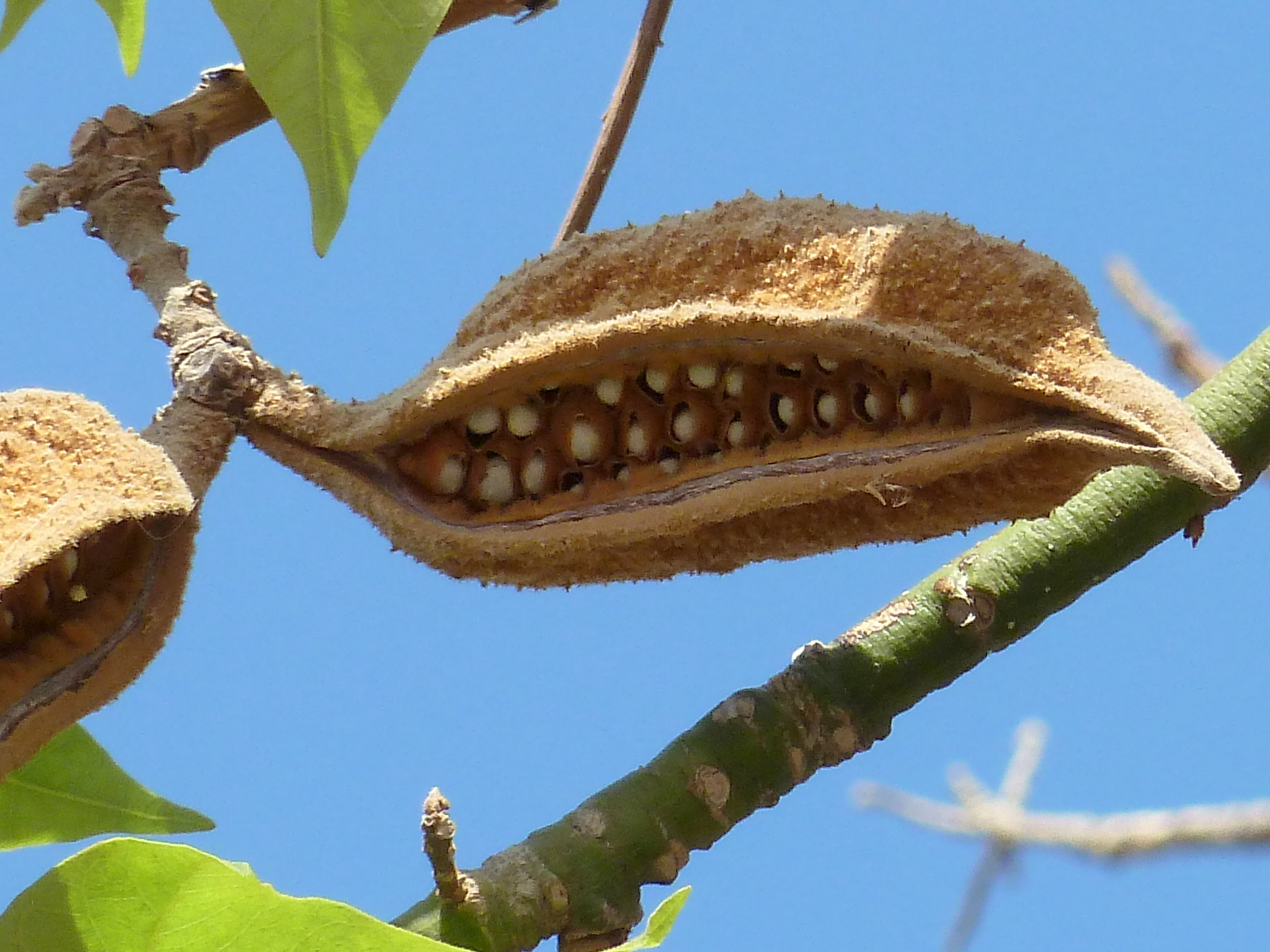
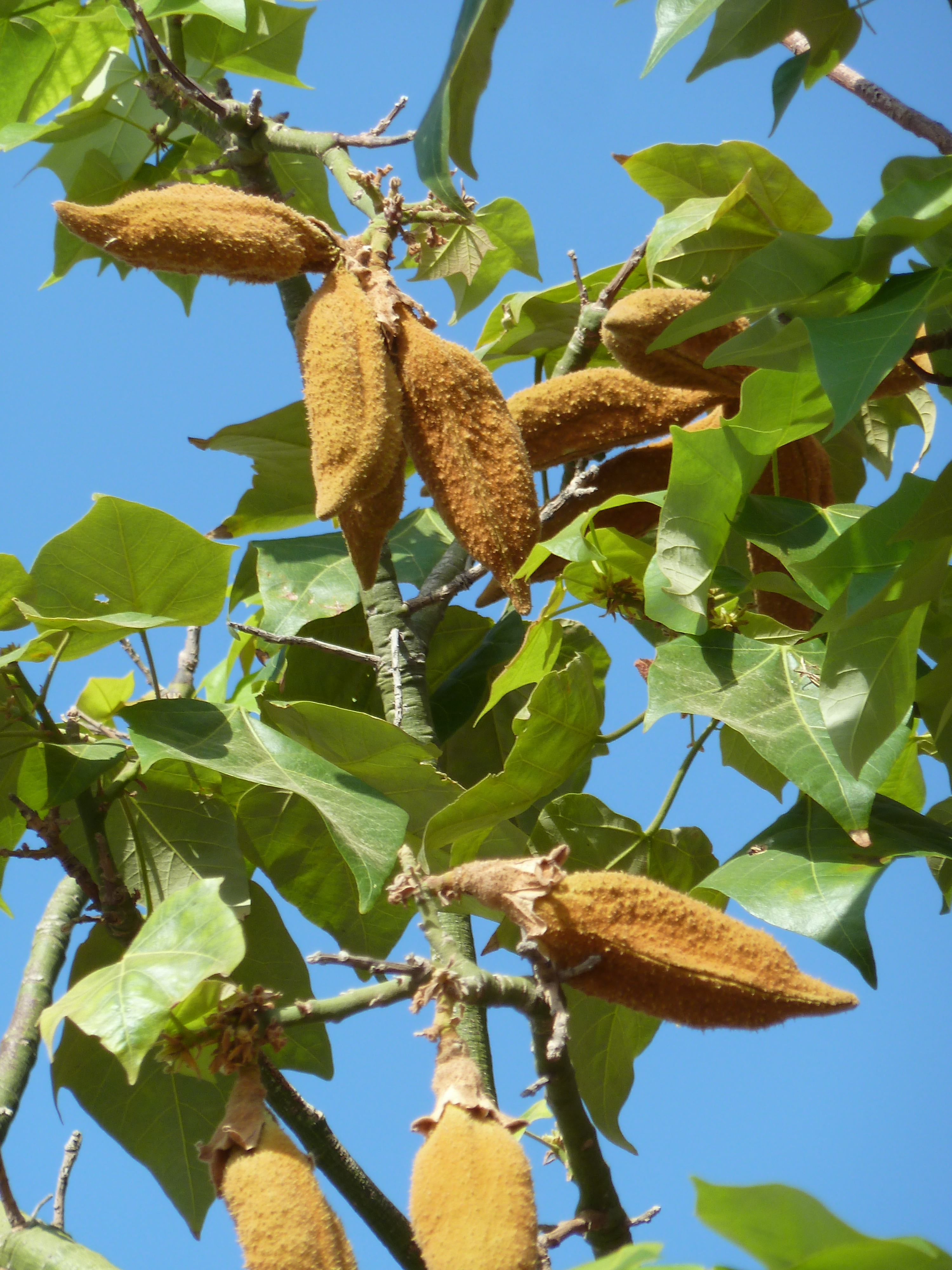
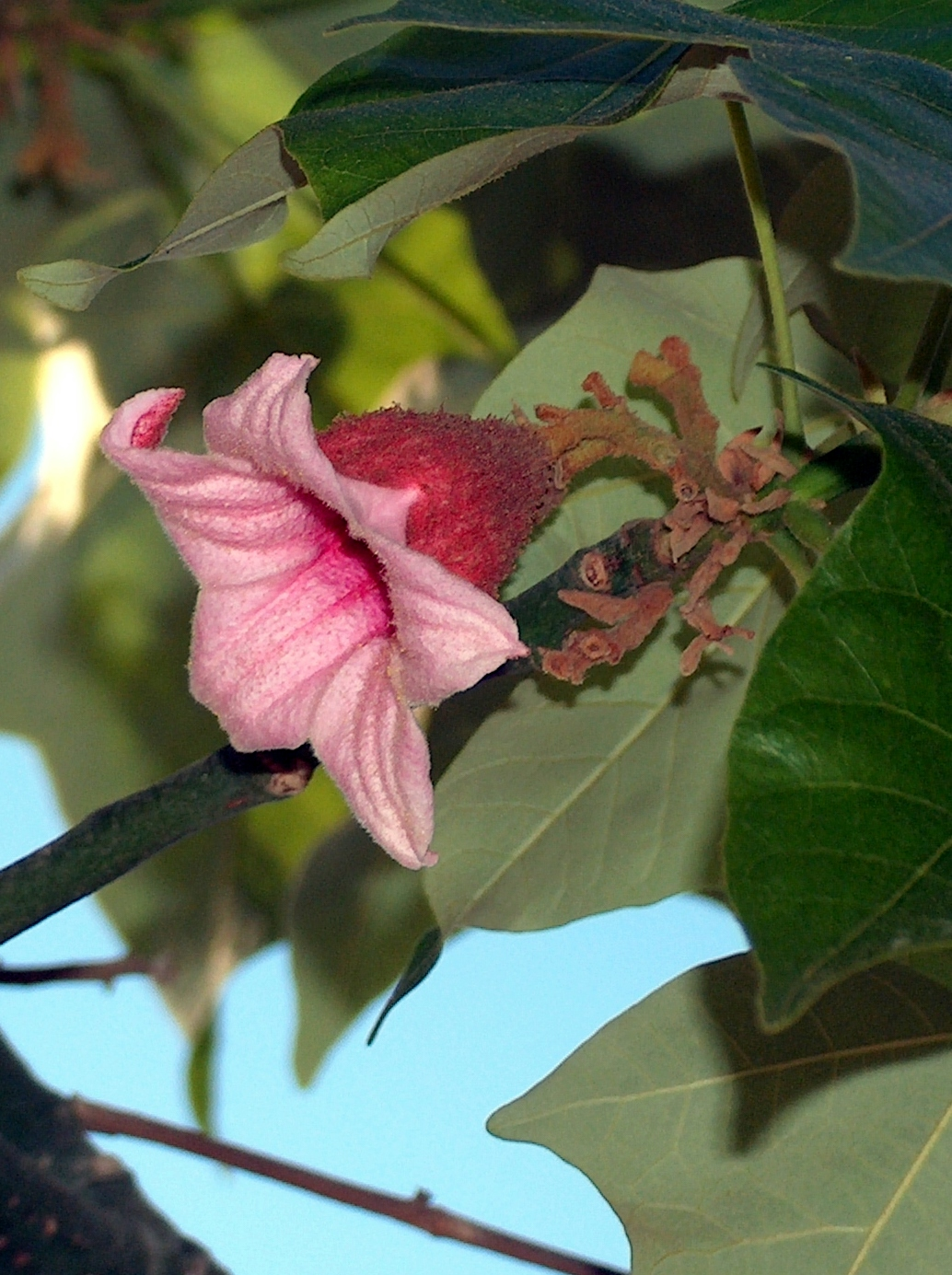